# Distretto di Panlong
Il distretto di Panlong (盘龙区S, Pánlóng QūP) è un distretto della Cina, situato nella provincia di Yunnan e amministrato dalla prefettura di Kunming.